# Castillejo del Romeral
Castillejo del Romeral es una localidad del municipio conquense de Huete, en la comunidad autónoma de Castilla-La Mancha (España). 

## Localidades limítrofes
Confina con las siguientes localidades:
- Al norte con Villanueva de Guadamejud.
- Al noreste con La Ventosa.
- Al este con Cuevas de Velasco.
- Al sur con Valdecolmenas de Abajo.
- Al oeste con Caracenilla.
- Al noroeste con Bonilla.

## Demografía

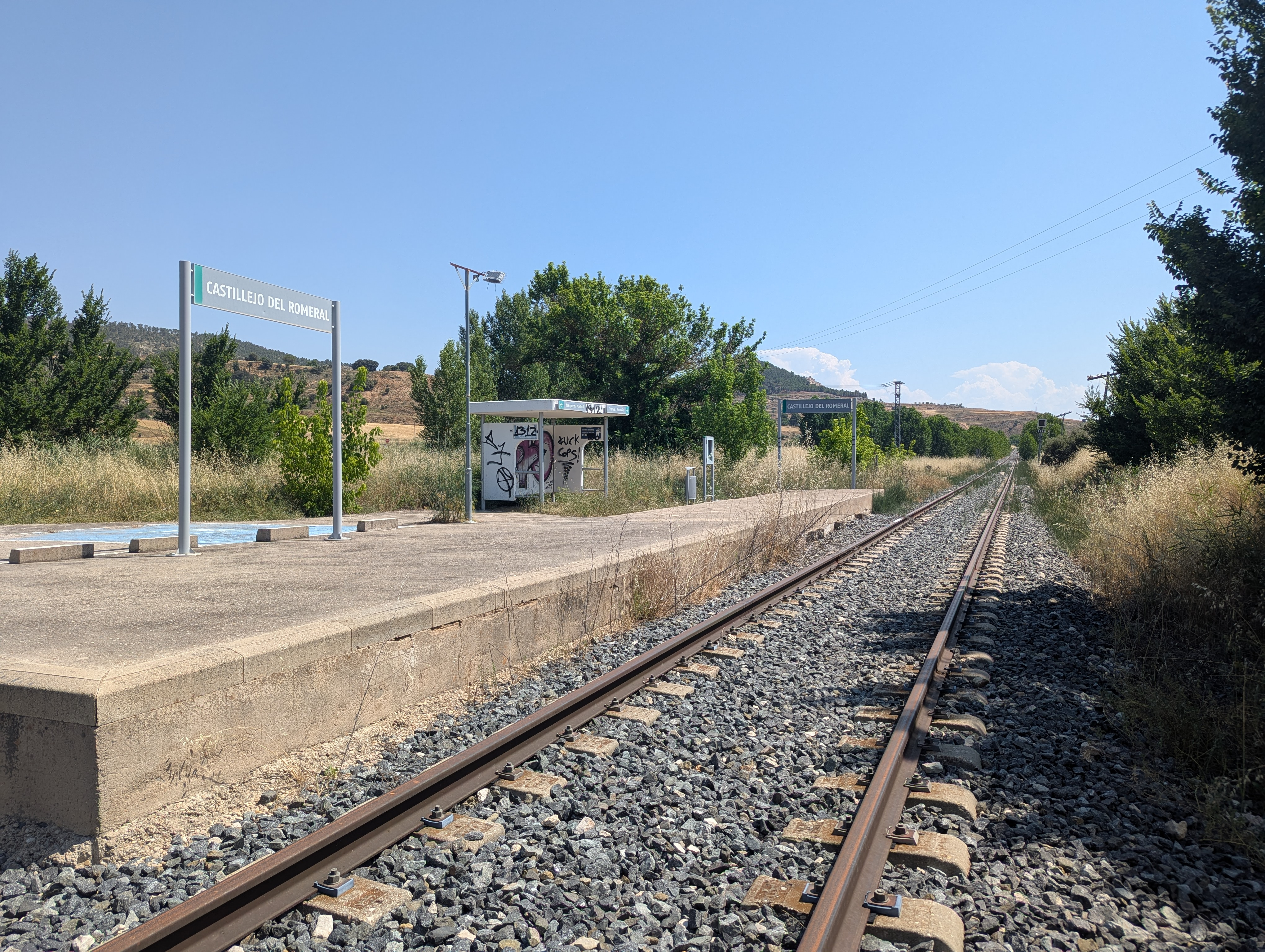
Antigua estación de ferrocarril

| Gráfica de evolución demográfica de Castillejo del Romeral entre 1842 y 1970 |
| |
| Población de derecho según los censos de población del INE Población de hecho según los censos de población del INEEntre el censo de 1981 y el anterior, este municipio desaparece porque se integra en el municipio Huete |

Evolución de la población
| Gráfica de evolución demográfica de Castillejo del Romeral entre 2000 y 2017 |
|                                                                              |
| Población de derecho (2000-2017) según el padrón municipal del INE           |

## Historia
Así se describe a Castillejo del Romeral en el tomo VI del Diccionario geográfico-estadístico-histórico de España y sus posesiones de Ultramar, obra impulsada por Pascual Madoz a mediados del siglo XIX:

Villa con ayuntamiento en la provincia y diócesis de Cuenca (5 leguas), partido judicial de Huete (3), audiencia territorial de Albacete (35), capitanía general de Madrid (18); Situada en un llano algo inclinado hacia la parte del S y dominado por unos cerros de bastante altura que la defienden de los vientos del N; es su figura de un anfiteatro; el clima es sano. Tiene 130 casas bastante regulares y aseadas, con bóvedas subterráneas, y una muy buena perteneciente al marqués de Caracena, distribuidas en calles empedradas y limpias, y en un ejido despejado, con el nombre de plaza; casa de ayuntamiento y cárcel en un mismo edificio; escuela de primeras letra dotada con 1.000 reales y concurrida por 30 alumnos; un hospital; e iglesia parroquial dedicada a San Pedro; ésta es bastante grande, compuesta de 3 naves y torre de mediana elevación; hay además dentro del pueblo una ermita con advocación de Nuestra Señora del Camrne, y otra a 1.200 pasos titulada de la Cabeza, situada en medio de una vega. Para el surtido del vecindario se hallan 3 fuentes de agua salobre a 100 pasos de la villa, y 2 de dulce a alguna más distante. Confina el término N con la Ventosa (1 legua); E Valdecolmenas de Abajo (1/2); S Cuevas de Velasco (1), y O Caracena (1/2). Hacia la parte de la Ventosa se encontraron algunas sepulturas, y en unos peñascos que se desmoronaron, inmediatos a la villa se descubrieron restos humanos; al pie de esta villa se encuentra una vega que baja desde Villar del Maestre regada por el río llamado Mayor, el cual en los fuertes aguaceros, inunda todo el terreno, por la mucha cogida que tiene en los cerros inmediatos, causando bastantes daños; en esta vega hay algunos huertos, alamedas, muchas viñas, olivares, azafranales y algunos colmenares; el terreno es de mediana calidad, bastante quebrado, y hacia el N, S y O se ven olmos, chopos y otros árboles, siendo los principales montes, uno de chaparral hacia el N y otro de roble al SE. Además de los caminos que conducen a los pueblos inmediatos, cuyo estado no es muy bueno, pasa por la villa el que desde Molina de Aragón conduce a Andalucía; la correspondencia se recibe en Huete por valijero los lunes y jueves y sale los mismos días. Producciones: trigo, cebada, centeno, avena, cáñamo, almortas, patatas, garbanzos, judías, vino, aceite y miel, siendo la principal cosecha la de trigo; hay cría de ganado lanar y caza de liebres, conejos y perdices en abundancia. Industria: agricultura y ganadería; existe un molino harinero y otro de aceite. Población: 147 vecinos, 584 almas. Capital productivo: 1.625.680 reales. Imponible: 81.284. Importe de los consumos: 7.036 reales 2 maravedíes vellones.
Diccionario geográfico-estadístico-histórico de España y sus posesiones de Ultramar

## Patrimonio
En la localidad se encuentra una iglesia dedicada a san Pedro Ad Víncula. tiene el estatus de bien de interés cultural.